# Diosgenină
Diosgenina este un compus organic din clasa fitosteroizilor, mai exact o sapogenină, fiind produsul de hidroliză acidă, bazică sau enzimatică a saponinelor. Este extrasă din tuberculii unor specii de Dioscorea. Este utilizată în procesul industrial de sinteză al unor hormoni steroizi, precum sunt cortizona, pregnenolona și progesterona.